# Copa Americana de Pueblos Indígenas 2015
La Copa Americana de Pueblos Indígenas Chile 2015 fue la primera edición de este torneo y la principal competencia futbolística entre selecciones nacionales indígenas de América del Sur. Está organizado por la Conmebol, administrador del fútbol en ese continente y órgano de ese deporte afiliado a la FIFA.
El torneo se llevó a cabo por primera vez en Chile, entre el 16 de julio y el 25 de julio. Participaron en él 8 selecciones indígenas.
Chile, la selección anfitriona, perdió ante Colombia por 3-1 en la semifinal, por lo que tuvo que enfrentarse a Bolivia por el tercer y cuarto lugar, obteniendo el tercer lugar mientras tanto Colombia se enfrenta a Paraguay, por el título de campeón y segundo lugar, quedando como campeón Paraguay con un 3-1 a favor.

## Elección del país anfitrión
La sede para esta primera edición fue Chile, en conmemoración a la Copa América Chile 2015 celebrada 2 semana antes que esta.

### Calendario
| Fase           | Fechas                |
| -------------- | --------------------- |
| Fase de grupos | Del 16 al 21 de julio |
| Semifinales    | 23 de julio           |
| Final          | 25 de julio           |

## Formato de competición
El torneo se desarrolla dividido en 3 etapas: Fase de grupos, Semifinales y Final.
En la fase de grupos los 8 equipos participantes se dividen en 2 grupos de 4 equipos cada uno, se juega con un sistema de todos contra todos, donde cada equipo juega un partido con todos sus rivales de grupo. Los equipos son clasificados en los grupos según los puntos obtenidos en cada partido, los cuales son otorgados de la siguiente manera:
- 3 puntos por partido ganado.
- 1 punto por partido empatado.
- 0 puntos por partido perdido.

Clasifican a la Semifinal los dos primeros lugares de cada grupo. Si al término de la fase de grupos dos o más equipos terminan empatados en puntos, se aplican los siguientes criterios de desempate:
- Mejor diferencia de gol en todos los partidos de grupo.
- Mayor cantidad de goles marcados en todos los partidos de grupo.
- Si el empate se mantiene entre dos equipos del mismo grupo, clasifica el equipo ganador del partido jugado entre los equipos implicados.
- Si luego de aplicar los criterios anteriores el empate persiste, se procede a un sorteo de los equipos igualados. El sorteo lo lleva a cabo un delegado designado por la Comisión Administradora de la Conmebol en presencia de los representantes de las asociaciones implicadas.
- Si el empate de puntos se produce entre dos equipos que juegan el último partido de su respectivo grupo y si el empate persiste luego de aplicar los 3 primeros criterios anteriores, se procede a determinar el desempate mediante tiros desde el punto penal.

En la semifinal no pueden enfrentarse equipos que hayan compartido grupo en la fase anterior, por lo que el primero del grupo A se enfrenta al segundo clasificado del grupo B, mientras que el ganador del grupo B se enfrenta al segundo del grupo A.
Los ganadores de las semifinales juegan la final del torneo, en tanto, los perdedores de las semifinales disputan el partido por el tercer lugar.

## Inauguración
La inauguración se realizó a partir de las 10:30 horas en el Estadio Municipal de la Comuna de Peñalolén, ocasión en la que se presentaron oficialmente las delegaciones participantes, previo al partido inaugural entre los representativos de Chile y Perú.
El certamen es organizado por el Ministerio de Relaciones Exteriores en conjunto con representantes del ministerio de Deportes, Cultura y Desarrollo Social y por la Corporación "Gol Iluminado", del exfutbolista Elías Figueroa.

## Equipos participantes
En esta edición participaron solo 8 países, dado que no todos los países de América del Sur tenía representantes.
| Equipos participantes | Equipos participantes | Equipos participantes | Equipos participantes |
| --------------------- | --------------------- | --------------------- | --------------------- |
| Argentina             | Bolivia               | Chile (anfitrión)     | Colombia              |
| Ecuador               | México                | Paraguay              | Perú                  |

## Resultados
- Los horarios corresponden a la hora de Chile (UTC-3).[13]

### Primera fase

#### Grupo A
| Selección | Pts. | PJ | PG | PE | PP | GF | GC | Dif |
| --------- | ---- | -- | -- | -- | -- | -- | -- | --- |
| Paraguay  | 7    | 3  | 2  | 1  | 0  | 15 | 3  | 12  |
| Chile     | 5    | 3  | 1  | 2  | 0  | 8  | 5  | 3   |
| Perú      | 4    | 3  | 1  | 1  | 1  | 8  | 7  | 1   |
| México    | 0    | 3  | 0  | 0  | 3  | 2  | 18 | -16 |

| 16 de julio de 2015, 12:00 | Chile | 2:2 | Perú | Estadio de Peñalolén, Santiago |  |
|                            |       |     |      | Asistencia: 3 500 espectadores |  |

| 16 de julio de 2015, 14:00 | Paraguay | 9:0 | México | Estadio de Peñalolén, Santiago |  |
|                            |          |     |        | Asistencia: 3 500 espectadores |  |

| 18 de julio de 2015, 14:30 | Perú | 5:1 | México | Estadio de Peñalolén, Santiago |  |
|                            |      |     |        | Asistencia: 3 500 espectadores |  |

| 18 de julio de 2015, 18:30 | Chile | 2:2 | Paraguay | Estadio de Peñalolén, Santiago |  |
|                            |       |     |          | Asistencia: 3 500 espectadores |  |

| 20 de julio de 2015, 14:30 | Paraguay | 4:1 | Perú | Estadio de Peñalolén, Santiago |  |
|                            |          |     |      | Asistencia: 3 500 espectadores |  |

| 20 de julio de 2015, 16:30 | Chile | 4:1 | México | Estadio de Peñalolén, Santiago |  |
|                            |       |     |        | Asistencia: 3 500 espectadores |  |

#### Grupo B
| Selección | Pts. | PJ | PG | PE | PP | GF | GC | Dif |
| --------- | ---- | -- | -- | -- | -- | -- | -- | --- |
| Colombia  | 7    | 3  | 2  | 1  | 0  | 10 | 6  | 4   |
| Bolivia   | 6    | 3  | 2  | 0  | 1  | 7  | 7  | 0   |
| Ecuador   | 4    | 3  | 1  | 1  | 1  | 3  | 4  | -1  |
| Argentina | 0    | 3  | 0  | 0  | 3  | 2  | 5  | -3  |

| 17 de julio de 2015, 19:00 | Argentina | 1:2 | Colombia | Estadio Canadela, Arica        |  |
|                            |           |     |          | Asistencia: 5 000 espectadores |  |

| 17 de julio de 2015, 21:00 | Ecuador | 0:2 | Bolivia | Estadio Canadela, Arica        |  |
|                            |         |     |         | Asistencia: 5 000 espectadores |  |

| 19 de julio de 2015, 19:00 | Argentina | 0:1 | Ecuador | Estadio Canadela, Arica        |  |
|                            |           |     |         | Asistencia: 5 000 espectadores |  |

| 19 de julio de 2015, 21:00 | Colombia | 6:3 | Bolivia | Estadio Canadela, Arica        |  |
|                            |          |     |         | Asistencia: 5 000 espectadores |  |

| 21 de julio de 2015, 19:00 | Argentina | 1:2 | Bolivia | Estadio Canadela, Arica        |  |
|                            |           |     |         | Asistencia: 5 000 espectadores |  |

| 20 de julio de 2015, 21:00 | Colombia | 2:2 | Ecuador | Estadio Canadela, Arica        |  |
|                            |          |     |         | Asistencia: 5 000 espectadores |  |

### Segunda fase
|  | Semifinales                    | Semifinales                    |   |                                | Final                          | Final               |  |
|  | 23 de julio de 2015            | 23 de julio de 2015            |   |                                | 25 de julio de 2015            | 25 de julio de 2015 |  |
|  |                                |                                |   |                                |                                |                     |  |
|  | Estadio de Peñalolén, Santiago |                                |   |                                |                                |                     |  |
|  | Paraguay (p)                   | 0 (3)                          |   |                                |                                |                     |  |
|  | Bolivia                        | 0 (1)                          |   |                                |                                |                     |  |
|  |                                |                                |   |                                |                                |                     |  |
|  |                                |                                |   |                                | Estadio de Peñalolén, Santiago |                     |  |
|  |                                |                                |   |                                | Paraguay                       | 1                   |  |
|  |                                | Colombia                       | 0 |                                |                                |                     |  |
|  |                                |                                |   |                                |                                |                     |  |
|  |                                |                                |   |                                |                                |                     |  |
|  |                                |                                |   |                                | Tercer lugar                   |                     |  |
|  | Estadio de Peñalolén, Santiago | Estadio de Peñalolén, Santiago |   | Estadio de Peñalolén, Santiago | Estadio de Peñalolén, Santiago |                     |  |
|  | Colombia                       | 3                              |   | Chile (p)                      | 3 (8)                          |                     |  |
|  | Chile                          | 1                              |   |                                | Bolivia                        | 3 (7)               |  |

#### Semifinales
| 23 de julio de 2015, 14:30 | Paraguay | 0:0 (3:1 p.) | Bolivia | Estadio de Peñalolén, Santiago                         |  |
|                            |          |              |         | Asistencia: 3 500 espectadores Árbitro(s): José Argote |  |

| 23 de julio de 2015, 16:30 | Colombia | 3:1 | Chile | Estadio de Peñalolén, Santiago                         |  |
|                            |          |     |       | Asistencia: 3 500 espectadores Árbitro(s): José Argote |  |

#### Tercer lugar
| 25 de julio de 2015, 14:00 | Chile | 3:3 (8:7 p.) | Bolivia | Estadio de Peñalolén, Santiago                         |  |
|                            |       |              |         | Asistencia: 3 500 espectadores Árbitro(s): José Argote |  |

#### Final
| 25 de julio de 2015, 16:00 | Paraguay | 1:0 | Colombia | Estadio de Peñalolén, Santiago |  |
|                            |          |     |          | Asistencia: 3 500 espectadores |  |

| Campeón Paraguay 1.er título |